# Cephalurus cephalus
Cephalurus cephalus es una especie de peces de la familia Scyliorhinidae en el orden de los Carcharhiniformes.

## Morfología
• Los machos pueden llegar alcanzar los 28 cm de longitud total.

## Hábitat
Es un pez de mar que vive entre 155-927 m de profundidad.

## Distribución geográfica
Se encuentra al sur de la Baja California y el Golfo de California.